# Matías Calandrelli
Matías Calandrelli (Sassano, 1844 - Buenos Aires, 1919), periodista, escritor, gramático, músico y filólogo ítaloargentino. Llegó a la Argentina en 1871 por un llamado del entonces presidente Domingo F. Sarmiento. Fue profesor del Colegio Nacional de Buenos Aires y se desempeñó en la cátedra de filología de la Universidad de Buenos Aires. En 1885 fue nombrado como primer director del Colegio Nacional de La Plata, hasta 1888.
Fue autor de numerosas obras, entre las que se destaca el Diccionario filológico comparado de la lengua castellana publicado entre 1880 y 1916.
Calandrelli compuso un himno llamado Dios y Patria (1905), y que había encargado la música a Giacomo Puccini durante la estancia de este en Buenos Aires. Matías Calandrelli fue asimismo el abuelo de la reconocida escritora Susana Calandrelli y del célebre caricaturista Lino Palacio Calandrelli. Además fue el padre del médico y escritor Matías Esteban Calandrelli (padre de Susana) y del jurista especialista en derecho internacional privado, Alcides Calandrelli.

## Obras
- «La sociedad y sus víctimas» publicado en 1902Lecciones de Historia correspondientes al programa de primer año. Buenos Aires: Imprenta y Librería de Mayo. 1872.
- Gramática filológica de la lengua latina. Buenos Aires: Imprenta y Librería de Mayo. 1873.
- Gramática comparada de las lenguas latina y griega. Buenos Aires: Imprenta y Librería de Mayo. 1875.
- La enseñanza de la filología. Buenos Aires: Imprenta y Librería de Mayo. 1875.
- Ejercicios de traduccion del griego y latin al español y viceversa. Buenos Aires: Imprenta de «Obras Clásicas». 1877.
- Diccionario filológico comparado de la lengua castellana. En doce tomos. Buenos Aires. 1880-1916.
- Tratado de ortografía castellana arreglado a los principios de la filología comparada. Buenos Aires: Imprenta de M. Biedma. 1881.
- Memoria del Rectorado del Colegio Provincial de La Plata: correspondiente al año escolar de 1885. Buenos Aires: Imprenta de M. Biedma. 1886.[7]
- Odas de Horacio. Traducción literal y en verso del General B. Mitre. (Juicio escrito expresamente para "El Pais"). Buenos Aires: Imprenta del Congreso. 1895.
- La Sociedad y sus víctimas: Escenas Bonaerenses. Buenos Aires: Imprenta de Litografía «La Buenos Aires». 1902.
- Informaciones gramaticales y filológicas de «La Prensa». Buenos Aires: Las Ciencias. 1917.